# Setsu Watanabe
Setsu Watanabe (渡辺節) ( 3 novembre 1884 - 21 janvier 1967 ) est un architecte japonais. Ancien ingénieur de la Société gouvernementale des chemins de fer japonais, il pratique une architecture de style classique pour de nombreux bâtiments commerciaux, principalement dans la région du Kansai. Tōgo Murano est l'un de ses disciples.

## Biographie
Watanabe naît à Kojimachi-ku, Tokyo (aujourd'hui Chiyoda-ku Tokyo). Son père est un vassal du Clan Sōma, devenu lieutenant général. Watnabe est diplômé du département d'architecture de l'Université impériale de Tokyo. Il entre à la Société gouvernementale des chemins de fer japonais et dessine les plans de la gare de Kyoto (qui sera détruite par un incendie). En 1916, il devient indépendant et ouvre un bureau d'études à Osaka. En 1920 et 1921, il visite l'Europe et les États-Unis. Il se spécialise dans les immeubles de bureaux, adoptant un style rationnel américain.
On dit que Tōgo Murano, qui a étudié sous Watanabe, a été grandement influencé par son approche de l'architecture.
Pendant la guerre, il n'y a aucune possibilité de concevoir des immeubles de bureaux en raison de restrictions architecturales, et à la fin de la Seconde Guerre mondiale, il est évacué vers la préfecture de Fukui. Après la guerre, il est président de l'Association des architectes d'Osaka. Après sa mort, le prix Setsu Watanabe pour les jeunes architectes est créé.

## Œuvre
| Nom du bâtiment                                            | Année | emplacement                               | situation                                            | remarques                                            |
| ---------------------------------------------------------- | ----- | ----------------------------------------- | ---------------------------------------------------- | ---------------------------------------------------- |
| Ancien bâtiment principal de Toyo Linoleum                 | 1920  | Itami, préfecture de Hyogo                | Bien culturel corporel enregistré                    | Actuel musée de l'histoire de Toli                   |
| Bâtiment des lignes Mitsui OSK                             | 1922  | Chuo-ku, Kobe, préfecture de Hyogo        |                                                      |                                                      |
| Ancien siège social de la Banque industrielle du Japon     | 1923  | Chiyoda, Tokyo                            | n'existe plus                                        |                                                      |
| Bâtiment de la succursale d'Osaka de Daibiru               | 1925  | Kita-ku, Osaka                            | Mur extérieur, restauration partielle de l'intérieur |                                                      |
| Bâtiment de l'annexe de Tokyo de Daibiru                   | 1927  | Chiyoda, Tokyo                            | n'existe plus                                        |                                                      |
| Ancienne succursale de Yokohama de Japan Cotton            | 1928  | Naka, Yokohama, préfecture de Kanagawa    | Bien culturel matériel désigné par la Ville          | Actuellement THE BAYS                                |
| Bâtiment Uchisaiwaicho de la banque Mizuho                 | 1929  | Chiyoda, Tokyo                            | n'existe plus                                        |                                                      |
| Club de l'industrie cotonnière,                            | 1931  | Chuo-ku, Osaka                            | bien culturel important                              |                                                      |
| Salle municipale Jisen de Kishiwada                        | 1932  | Kishiwada, préfecture d'Osaka             | Bien culturel corporel enregistré                    |                                                      |
| Ancien siège social d'Izumi Bank                           | 1933  | Kishiwada, préfecture d'Osaka             | Bien culturel corporel enregistré                    |                                                      |
| Ancienne Bourse de Kobe                                    | 1934  | Chuo-ku, Kobe, préfecture de Hyogo        | Restauration de l'apparence                          |                                                      |
| Ancienne maison Inui                                       | 1936  | Higashinada-ku, Kobe, préfecture de Hyogo | Bien culturel désigné par la ville de Kobe           | Ancien village de Sumiyoshi                          |
| Bâtiment de la succursale taïwanaise d'Osaka Shosen Kaisha | 1937  | Taipei, Taïwan                            | Site historique municipal de Taipei                  | Centre national de la culture photographique, Taipei |
| Ancien grand magasin Daimaru, Magasin principal de Kyoto   | 1938  | Shimogyo, Kyoto                           | n'existe plus                                        |                                                      |
| Pavillon du Club de golf d'Hirono                          | 1958  | Miki, préfecture de Hyogo                 |                                                      |                                                      |
| Pavillon du Joyo Country Club                              | 1959  | Jōyō, préfecture de Kyoto                 |                                                      |                                                      |

## Galerie

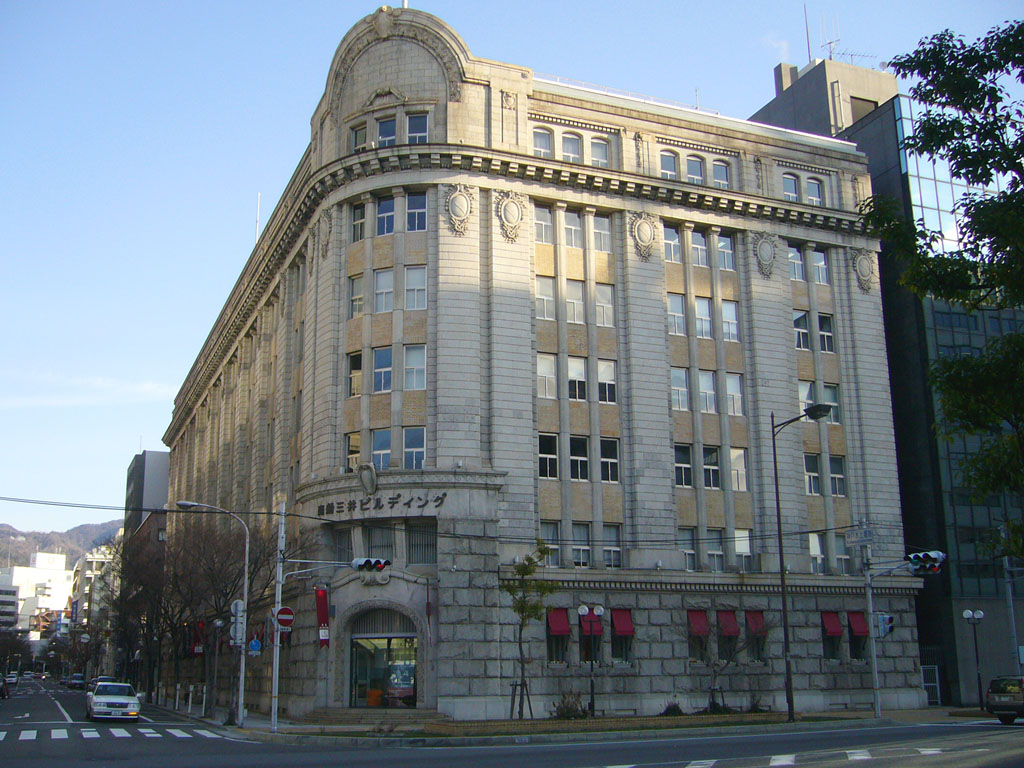
Bâtiment des lignes Mitsui OSK.
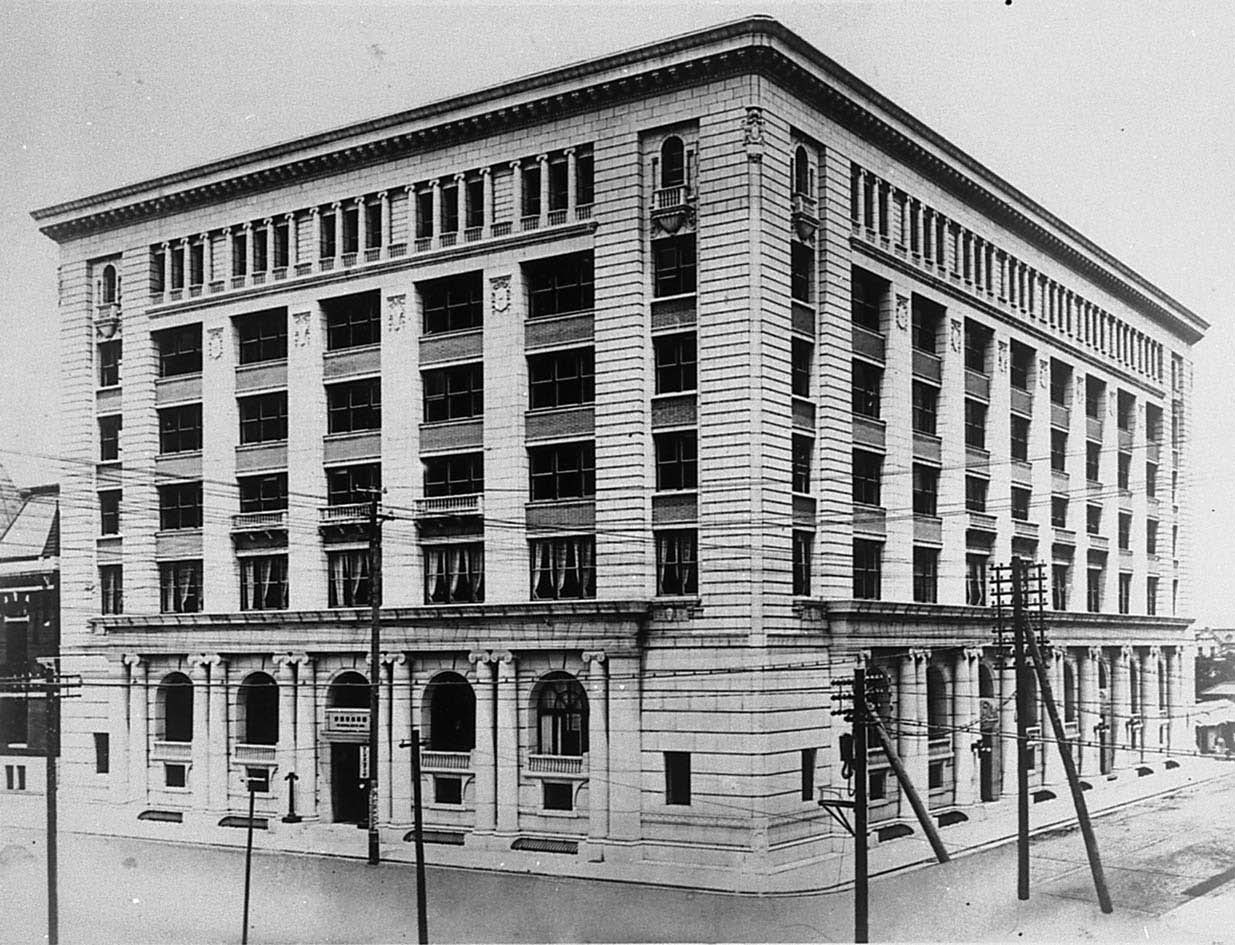
Ancien siège social de la Banque industrielle du Japon.
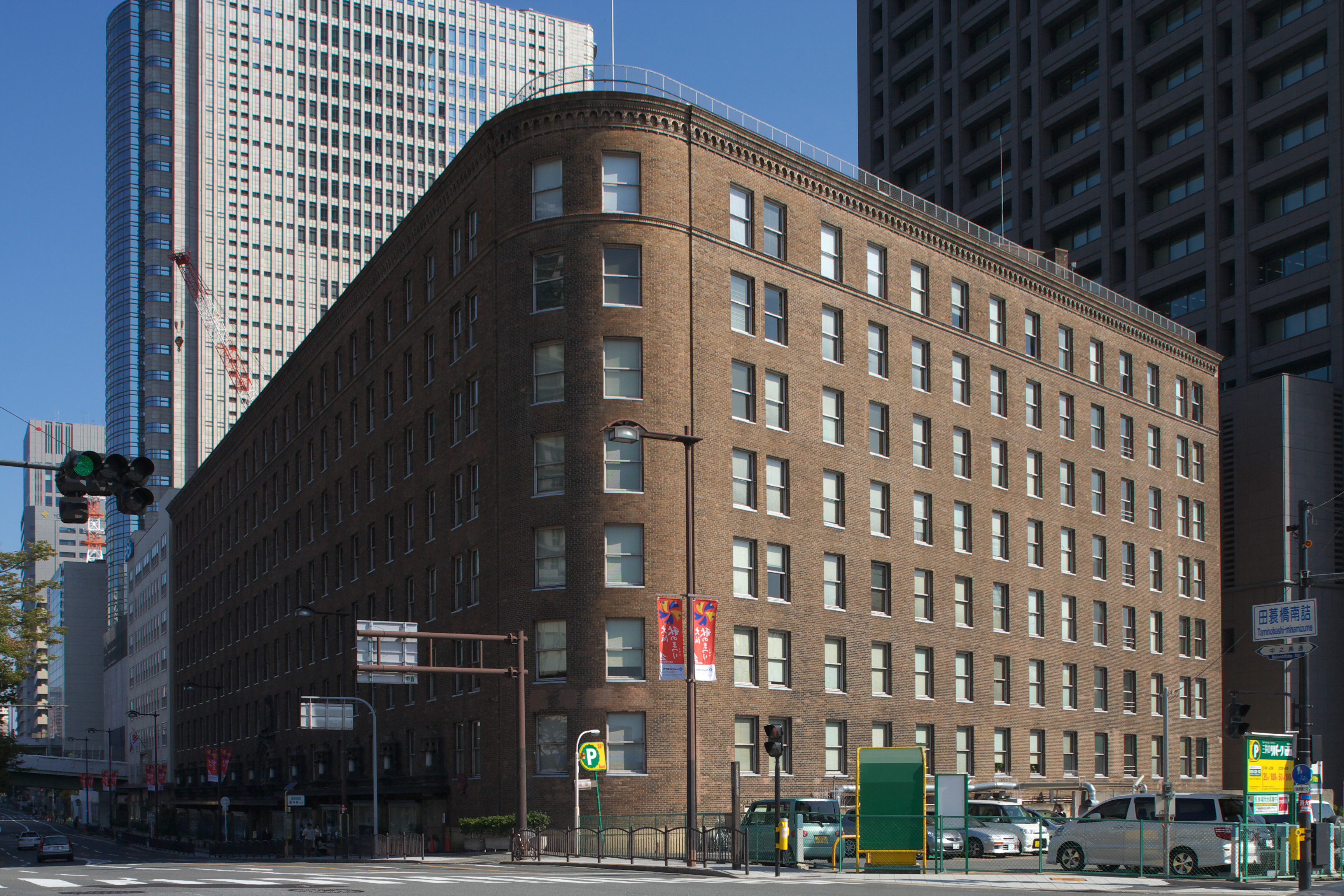
Bâtiment de la succursale d'Osaka de Daibiru.
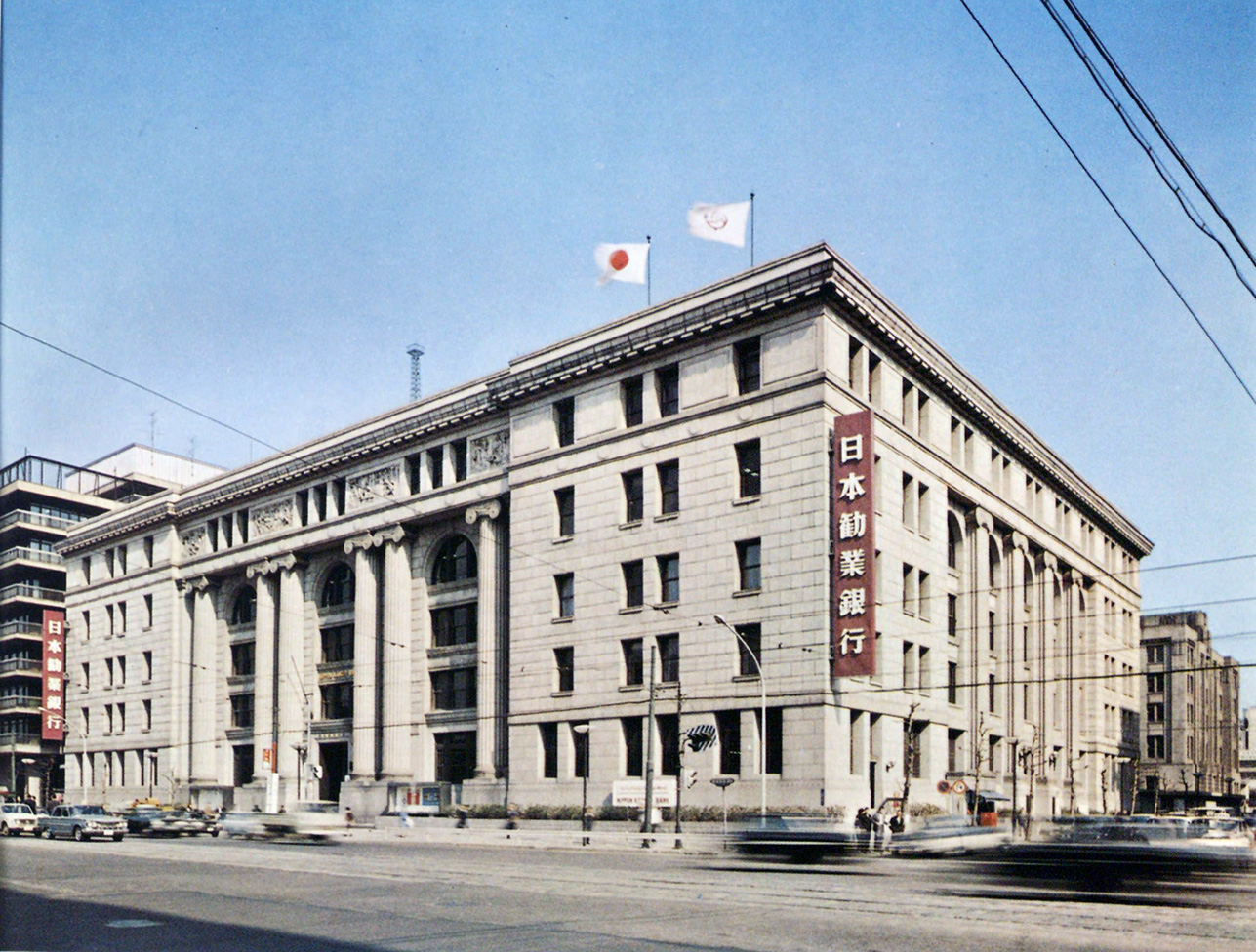
Bâtiment Uchisaiwaicho de la banque Mizuho.
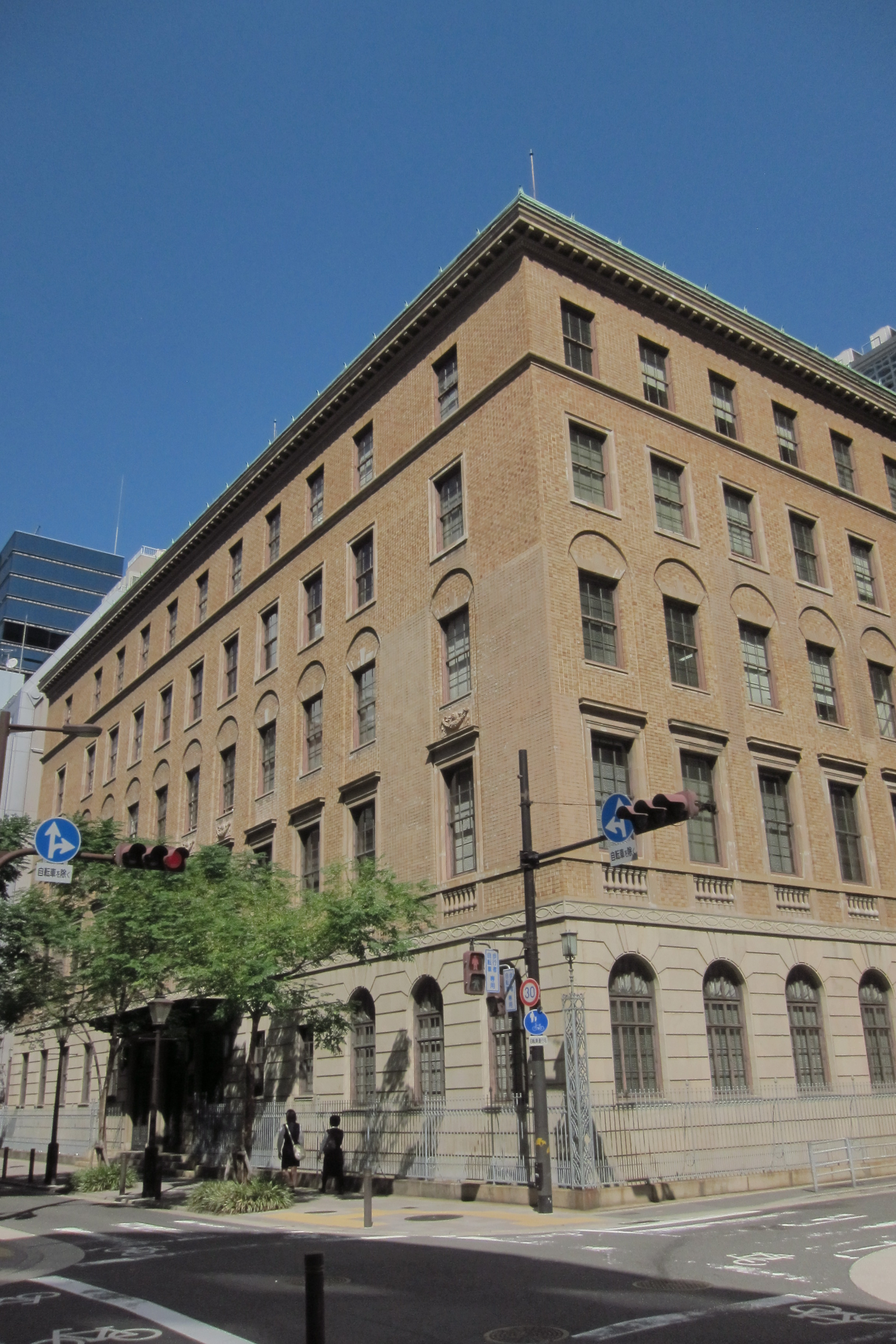
Club de l'industrie cotonnière.
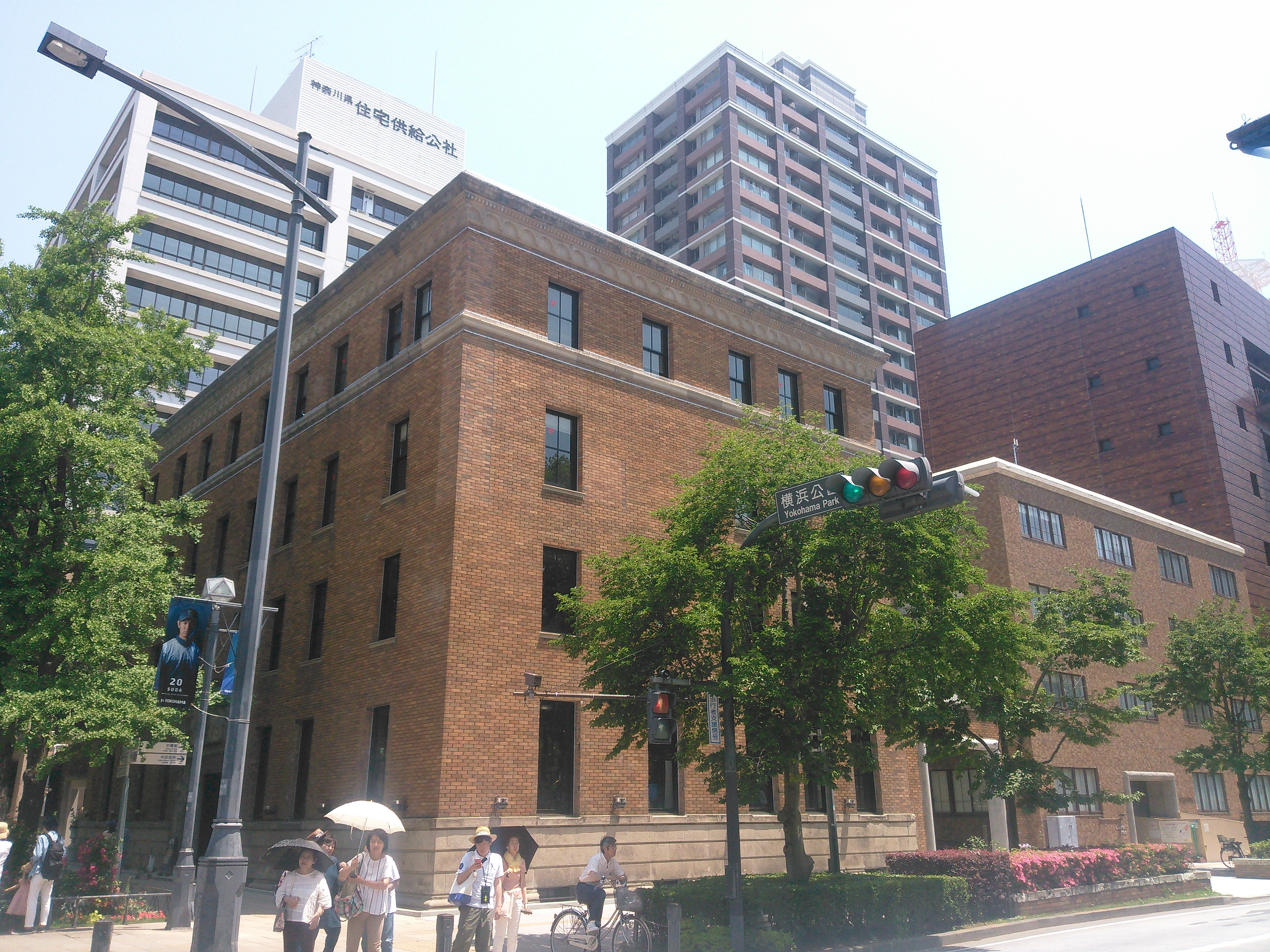
Ancienne succursale de Yokohama de Japan Cotton.
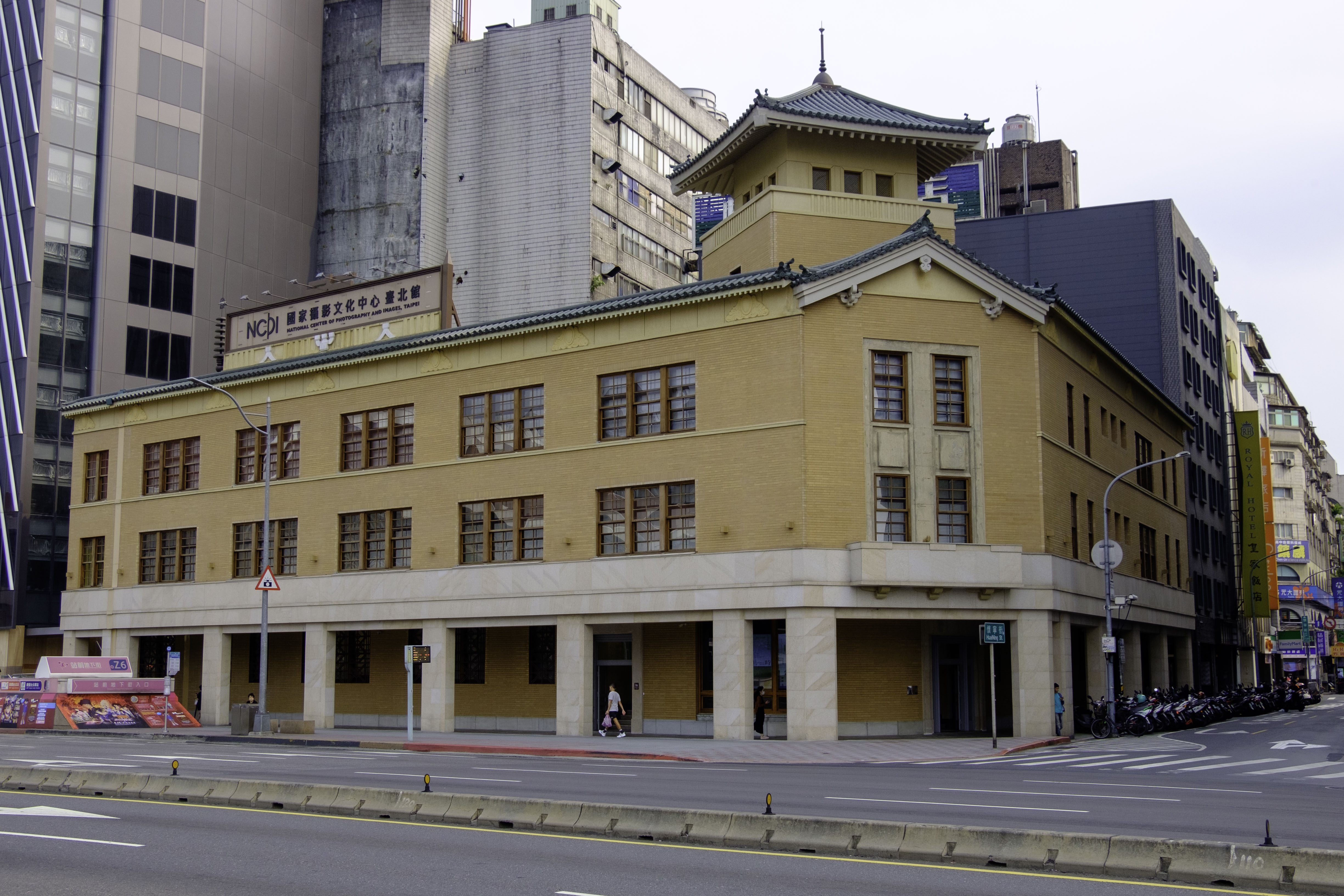
Centre national de la culture photographique Taipei.
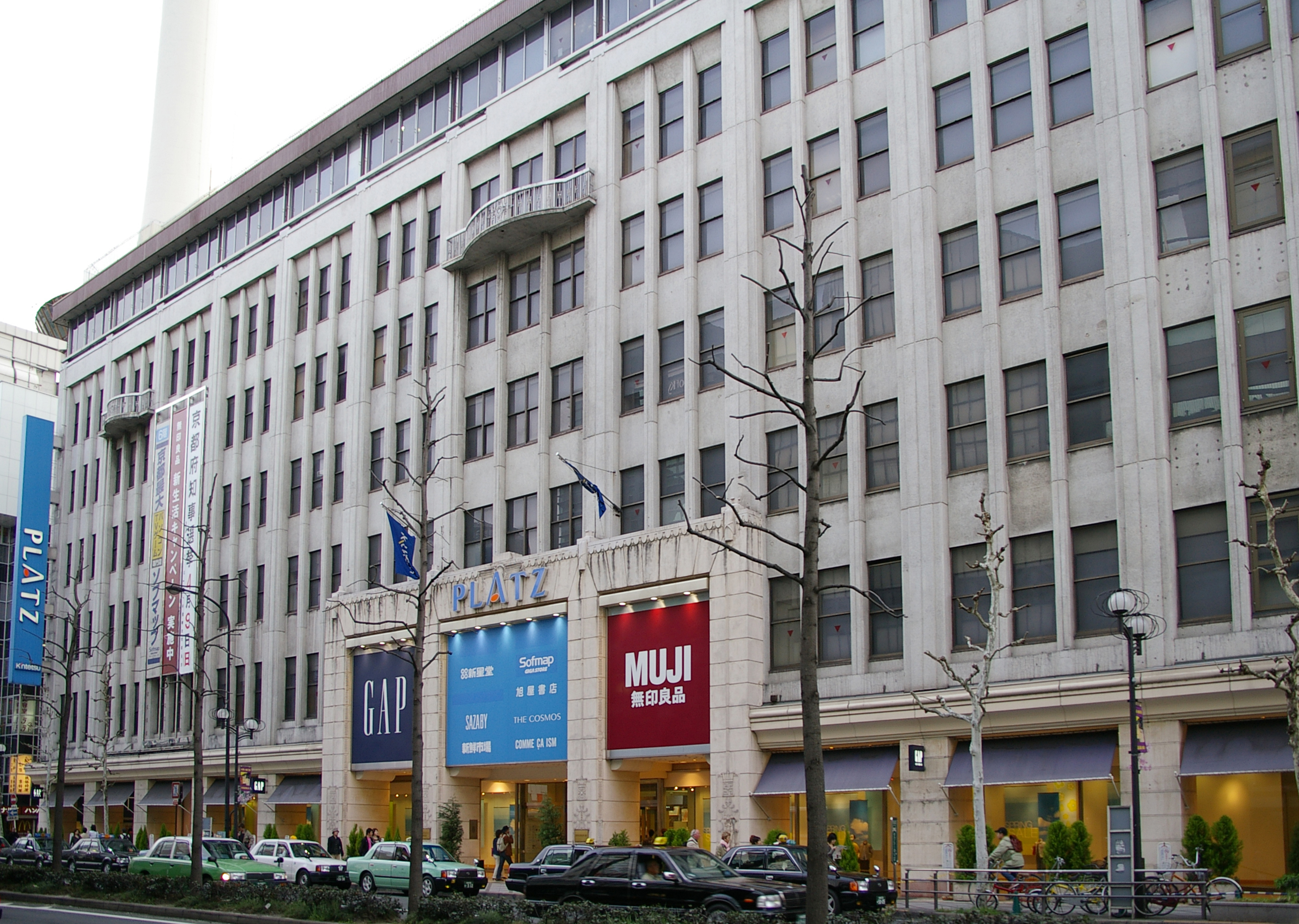
Ancien grand magasin Daimaru, Kyoto.